# Nikolina Babić
Nikolina Babić, coniugata Knežević (Sarajevo, 16 febbraio 1995), è una cestista bosniaca.

## Carriera
Con la Bosnia ed Erzegovina ha disputato i Campionati europei del 2021 e i Campionati mondiali del 2022.